# Campeonato Mundial de Polo de 1998
El V Campeonato Mundial de Polo se desarrolló entre el 12 y el 30 de agosto de 1998 en Santa Bárbara (California), Estados Unidos.
La final fue la misma que en el mundial anterior, pero esta vez el vencedor fue el combinado de Argentina que superó inapelablemente a Brasil por 13 goles a 8. Inglaterra logró el bronce al vencer al conjunto local por 11 goles a 8 en el partido por el tercer puesto. El resto de los participantes fueron Australia y Guatemala.
Argentina alcanzaba su tercera estrella y se alzaba como la selección más ganadora en la historia de los mundiales.

## Clasificación
Clasificaron un total de seis naciones. Las selecciones de Brasil y Estados Unidos clasificaron automáticamente por ser los campeones defensores y anfitriones, respectivamente.
|                 | América del Norte y Central       | América del Sur                                                       | Europa                                   | África, Asia y Oceanía                                         |
| --------------- | --------------------------------- | --------------------------------------------------------------------- | ---------------------------------------- | -------------------------------------------------------------- |
| Sede del torneo | Ciudad de Guatemala, Guatemala    | Santiago de Chile, Chile                                              | Madrid, España                           | Victoria, Australia                                            |
| Participantes   | - Costa Rica - Guatemala - México | - Argentina - Chile - Colombia - Ecuador - Perú - Uruguay - Venezuela | - España - Francia - Inglaterra - Italia | - Sudáfrica - Australia - India - Pakistán - Zambia - Zimbabue |
| Clasificados    | - Guatemala                       | - Argentina                                                           | - Inglaterra                             | - Australia                                                    |

## Campeonato
Los seis equipos clasificados se dividieron en dos grupos. Jugaron partidos en la modalidad todos contra todos, donde los dos primeros de cada grupo clasificaron a semifinales, mientras que los terceros quedaron eliminados. Los ganadores de los partidos de la semifinal se entrentaron en la final, mientras que los perdedores disputaron el partido por el tercer puesto.

### Fase de grupos
|  | Equipos clasificados para semifinales |

### Grupo A
| Selección | Pts | PJ | PG | PE | PP | GF | GC | DIF |
| --------- | --- | -- | -- | -- | -- | -- | -- | --- |
| Argentina | 4   | 2  | 2  | 0  | 0  | 24 | 14 | +10 |
| Brasil    | 2   | 2  | 1  | 0  | 1  | 22 | 21 | +1  |
| Australia | 0   | 2  | 0  | 0  | 2  | 14 | 25 | -11 |

|  | Brasil | 5-15 | Argentina | Santa Bárbara Polo & Racquet Club, Santa Bárbara |  |

|  | Argentina | 12-5 | Australia | Santa Bárbara Polo & Racquet Club, Santa Bárbara |  |

|  | Australia | 9-13 | Brasil | Santa Bárbara Polo & Racquet Club, Santa Bárbara |  |

### Grupo B
| Selección      | Pts | PJ | PG | PE | PP | GF | GC | DIF |
| -------------- | --- | -- | -- | -- | -- | -- | -- | --- |
| Inglaterra     | 4   | 2  | 2  | 0  | 0  | 22 | 12 | +10 |
| Estados Unidos | 2   | 2  | 1  | 0  | 1  | 17 | 17 | 0   |
| Guatemala      | 0   | 2  | 0  | 0  | 2  | 14 | 24 | -10 |

|  | Estados Unidos | 5-10 | Inglaterra | Santa Bárbara Polo & Racquet Club, Santa Bárbara |  |

|  | Inglaterra | 12-7 | Guatemala | Santa Bárbara Polo & Racquet Club, Santa Bárbara |  |

|  | Guatemala | 7-12 | Estados Unidos | Santa Bárbara Polo & Racquet Club, Santa Bárbara |  |

### Fase final

#### Semifinales
| 28 de agosto | Argentina | 10-3 | Estados Unidos | Santa Bárbara Polo & Racquet Club, Santa Bárbara |  |

| 28 de agosto | Inglaterra | 11-14 | Brasil | Santa Bárbara Polo & Racquet Club, Santa Bárbara |  |

#### Partido por el tercer puesto
| 30 de agosto | Estados Unidos | 8-11 | Inglaterra | Santa Bárbara Polo & Racquet Club, Santa Bárbara |  |

#### Final
|  | Argentina | 13-8 | Brasil | Santa Bárbara Polo & Racquet Club, Santa Bárbara |  |

|  | Semifinales   | Semifinales   |        |           | Final         | Final         |  |
|  | Santa Bárbara | Santa Bárbara |        |           | Santa Bárbara | Santa Bárbara |  |
|  |               |               |        |           |               |               |  |
|  |               |               |        |           |               |               |  |
|  | Argentina     | 10            |        |           |               |               |  |
|  | Argentina     | 10            |        |           |               |               |  |
|  | Unidos        | 3             |        |           |               |               |  |
|  | Unidos        | 3             |        | Argentina | 13            |               |  |
|  |               |               |        | Argentina | 13            |               |  |
|  |               |               | Brasil | 8         |               |               |  |
|  | Inglaterra    | 11            | Brasil | 8         |               |               |  |
|  | Inglaterra    | 11            |        |           |               |               |  |
|  | Brasil        | 14            |        |           | Tercer lugar  | Tercer lugar  |  |
|  | Brasil        | 14            |        |           | Tercer lugar  | Tercer lugar  |  |
|  |               |               |        |           |               |               |  |
|  |               |               |        |           | Unidos        | 8             |  |
|  |               |               |        |           | Unidos        | 8             |  |
|  |               |               |        |           | Inglaterra    | 11            |  |
|  |               |               |        |           | Inglaterra    | 11            |  |
|  |               |               |        |           |               |               |  |

### Final
| Lugar | Selección | Formación                                                    | Goles |
| ----- | --------- | ------------------------------------------------------------ | ----- |
| 1°    | Argentina | Lucas Labat, Pablo Spinacci Gerardo Colaroen, Ramiro Guinazu | 13    |
| 2°    | Brasil    | Luis Bastos, Olavo Novaes Angelo Bastos, Calao de Mello      | 8     |